# Kurhan Karagodeuasz
Kurhan Karagodeuasz – kurhan należący do kultury plemion syndycko-meockich z IV wieku p.n.e., położony na południowo-wschodnim skraju miasta Krymsk w Kraju Krasnojarskim w Rosji.
Został odkryty w 1888. Jego pierwotna wysokość sięgała 12 m. Miał płaską górną powierzchnię i pochyłe ściany. Pod nasypem znajdowała się kamienna komora grobowa, przykryta drewnianymi balami, o długości 20,5 m, podzielona na 4 pomieszczenia, posiadająca drzwi po stronie zachodniej. W pierwszym pomieszczeniu znajdował się pochówek kobiety oraz wóz. W czwartym pomieszczeniu był pogrzebany mężczyzna, prawdopodobnie wódz, leżący w sarkofagu. W pomieszczeniach z pochówkami ludzkimi znajdowały się:
- broń, w tym resztki gorytosu oraz 50 miedzianych strzał,
- sprzęty, w tym greckie amfory,
- ozdoby ze złota, srebra i brązu, a wśród nich srebrne i miedziane rytony, liczne złote blaszki aplikacyjne z rozmaitymi wyobrażeniami, nakrycie głowy kobiety z rytym przedstawieniem bogini w otoczeniu 2 herosów.

W innym pomieszczeniu znajdował się szkielet konia i resztki uprzęży, w tym złota płyta nagłowna ze scenami kultowymi.
Obecnie zabytki z kurhanu są przechowywane w petersburskim Ermitażu.